# Trofeul Maramureș (handbal feminin) - Ediția a 9-a
Trofeul Maramureș la handbal feminin din august 2010 a fost a 9-a ediție a competiției de handbal feminin organizate de clubul HCM Baia Mare cu începere din anul 2000. Ediția din vara anului 2010 s-a desfășurat între 20-21 august 2010, în Sala Sporturilor „Lascăr Pană” din Baia Mare. Câștigătoarea competiției a fost echipa Rulmentul Municipal Brașov, care a primit ca trofeu o poartă maramureșeană de 15 kilograme, realizată de sculptorul în lemn Teodor Bârsan. A fost primul titlu de acest fel câștigat de clubul brașovean. Festivitatea de premiere a fost oficiată de două foste jucătoare ale echipei din Baia Mare, Magdalena Kovacs și Carmen Buceschi.  În același an, dar în luna decembrie, a fost organizată și ediția a 10-a a Trofeului.

## Echipe participante
La ediția din vara anului 2010 a Trofeului Maramureș au participat HCM Baia Mare și alte trei echipe invitate de clubul băimărean.
Echipele participante la ediția a 14-a a Trofeului Maramureș au fost:
- HCM Știința Baia Mare
- ŽRK Čačak
- Rulmentul Brașov
- Lotul de tineret al României

## Distribuție
Echipele participante au jucat meciurile după sistemul fiecare cu fiecare, iar câștigătoarea a fost desemnată echipa cu cele mai multe puncte în clasament.

## Partide
Partidele s-au jucat pe datele de 20 și 21 august.
Programul de desfășurare de mai jos respectă ora locală a României.
| Echipa                | M | V | E | Î | GM | GP  | G   | Pct |
| --------------------- | - | - | - | - | -- | --- | --- | --- |
| Rulmentul Brașov      | 3 | 3 | 0 | 0 | 68 | 54  | +14 | 6   |
| România tineret       | 3 | 2 | 0 | 1 | 87 | 86  | +1  | 4   |
| HCM Știința Baia Mare | 3 | 1 | 0 | 2 | 62 | 49  | +13 | 2   |
| ŽRK Čačak             | 3 | 0 | 0 | 3 | 79 | 107 | −28 | 0   |

- Vineri, 20 august 2010:

| 20 august 2010 10:00 | Rulmentul Brașov | 35 - 28 | ŽRK Čačak  | Sala Sporturilor Lascăr Pană, Baia Mare Arbitri: Marta, Hendrea |
| 20 august 2010 10:00 | Toma, Marcu 8    | (16-14) | Vučković 9 | Sala Sporturilor Lascăr Pană, Baia Mare Arbitri: Marta, Hendrea |
| 20 august 2010 10:00 |                  |         |            | Sala Sporturilor Lascăr Pană, Baia Mare Arbitri: Marta, Hendrea |

| 20 august 2010 11:45 | HCM Știința Baia Mare | 25 - 26 | România tineret | Sala Sporturilor Lascăr Pană, Baia Mare Arbitri: Racolța, Băban |
| 20 august 2010 11:45 | Rudics 5              | (16-16) | Buceschi 7      | Sala Sporturilor Lascăr Pană, Baia Mare Arbitri: Racolța, Băban |
| 20 august 2010 11:45 |                       |         |                 | Sala Sporturilor Lascăr Pană, Baia Mare Arbitri: Racolța, Băban |

| 20 august 2010 16:00 | Rulmentul Brașov | 33 - 26 | România tineret | Sala Sporturilor Lascăr Pană, Baia Mare Arbitri: Moldovan, Rogoz |
| 20 august 2010 16:00 | Cherăscu 10      | (18-13) | Buceschi 9      | Sala Sporturilor Lascăr Pană, Baia Mare Arbitri: Moldovan, Rogoz |
| 20 august 2010 16:00 |                  |         |                 | Sala Sporturilor Lascăr Pană, Baia Mare Arbitri: Moldovan, Rogoz |

| 20 august 2010 17:45 | HCM Știința Baia Mare | 37 - 23 | ŽRK Čačak  | Sala Sporturilor Lascăr Pană, Baia Mare |
| 20 august 2010 17:45 | Geiger 8              | (16-13) | Vučković 6 | Sala Sporturilor Lascăr Pană, Baia Mare |
| 20 august 2010 17:45 |                       |         |            | Sala Sporturilor Lascăr Pană, Baia Mare |

- Sâmbătă, 21 august 2010:

| 21 august 2010 10:00 | România tineret | 35 - 28 | ŽRK Čačak | Sala Sporturilor Lascăr Pană, Baia Mare Arbitri: Ciolte, Ilieș |
| 21 august 2010 10:00 | Buceschi 14     | (15-12) |           | Sala Sporturilor Lascăr Pană, Baia Mare Arbitri: Ciolte, Ilieș |
| 21 august 2010 10:00 |                 |         |           | Sala Sporturilor Lascăr Pană, Baia Mare Arbitri: Ciolte, Ilieș |

| 21 august 2010 11:45 | HCM Știința Baia Mare | 22 - 32 | Rulmentul Brașov | Sala Sporturilor Lascăr Pană, Baia Mare |
| 21 august 2010 11:45 | (15-12)               |         |                  | Sala Sporturilor Lascăr Pană, Baia Mare |
| 21 august 2010 11:45 |                       |         |                  | Sala Sporturilor Lascăr Pană, Baia Mare |

## Clasament și statistici

### Clasamentul final
|   | Rulmentul Brașov      |
| 2 | România (tineret)     |
| 3 | HCM Știința Baia Mare |
| 4 | ŽRK Čačak             |

### Premii
- Cea mai bună jucătoare:  Tanja Vučković (SRB) (ŽRK Čačak)
- Cea mai bună marcatoare:  Eliza Buceschi (ROU) (30 de goluri)
- Cel mai bun portar:  Stăncuța Guiu (ROU) (Rulmentul Brașov)
- Trofeul Fair-Play:  ŽRK Čačak
- Miss Trofeul Maramureș:  Eliza Buceschi (ROU) (România tineret)

Sursa: pagina oficială a clubului HCM Baia Mare